# (212796) Guoyonghuai
(212796) Guoyonghuai est un astéroïde de la ceinture principale.

## Description
(212796) Guoyonghuai est un astéroïde de la ceinture principale. Il fut découvert le 9 octobre 2007 à XuYi par PMO NEO Survey Program. Il présente une orbite caractérisée par un demi-grand axe de 2,68 UA, une excentricité de 0,02 et une inclinaison de 5,3° par rapport à l'écliptique.